# Ajudant de camp

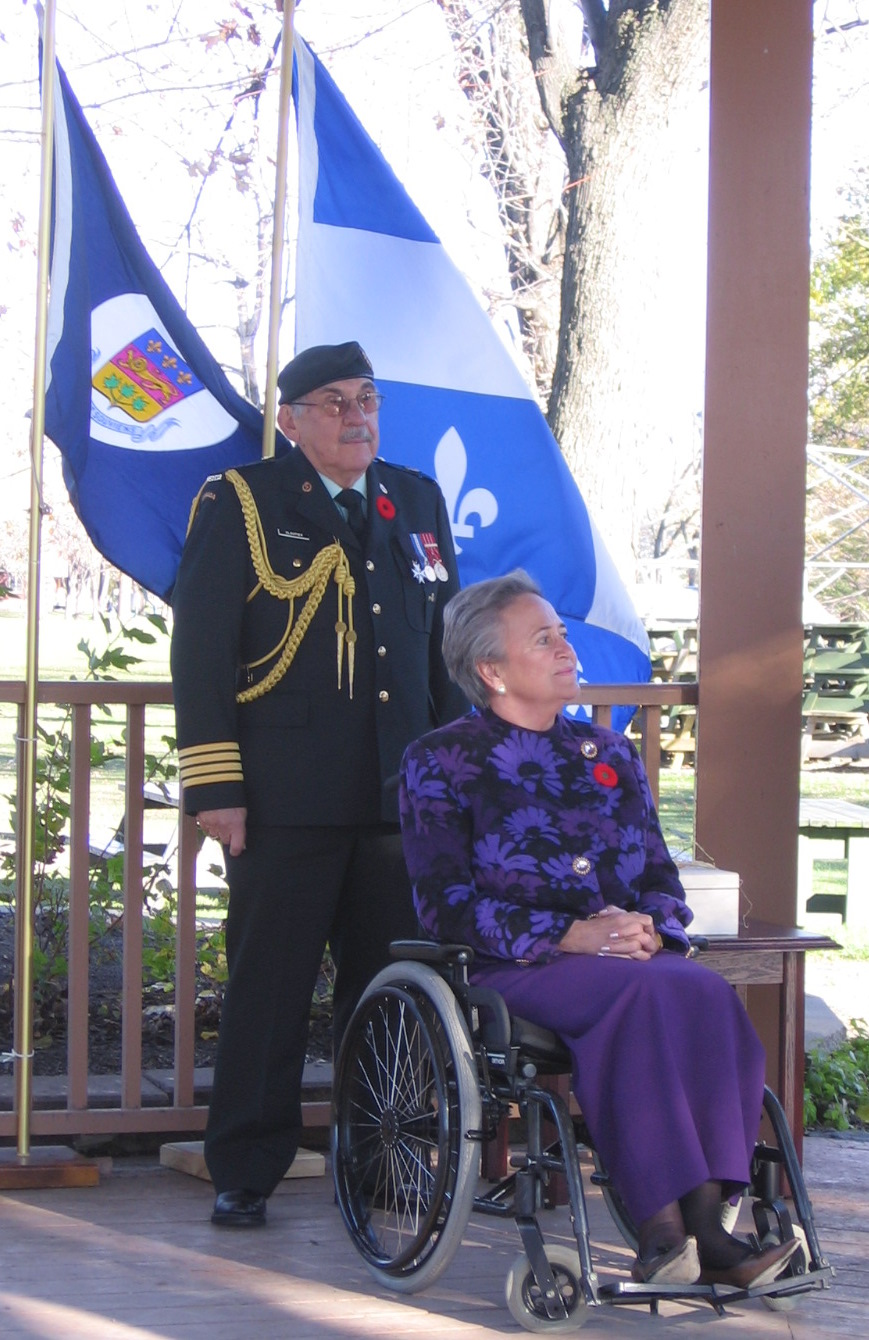
Un ajudant de camp acompanyant a Lise Thibault, representant de la reina Elisabet II al Quebec, 2006

Un ajudant de camp és un militar que realitza funcions de secretari personal i d'auxiliar d'un general, almirall o un altre comandant d'alt grau.
Avui en dia són comunament de grau menor i els seus deures són en gran manera socials. El terme denota també un alt grau militar de representant que es desenvolupa com un ajudant del cap d'estat.